# Brighter Days (Sigala)
Brighter Days è il primo album in studio del DJ e produttore discografico britannico Sigala, pubblicato il 28 settembre 2018.

## Tracce
1. Brighter Days (featuring Paul Janeway of St. Paul & the Broken Bones) – 3:55
2. Came Here for Love (con Ella Eyre) – 3:23
3. Feels like Home (con Sean Paul e Fuse ODG featuring Kent Jones) – 3:39
4. Just Got Paid (con Ella Eyre e Meghan Trainor featuring French Montana) – 3:40
5. We Don't Care (con The Vamps) – 3:27
6. You Don't Know Me (con Flo Rida e Shaun Frank featuring Delaney Jane) – 3:14
7. Somebody (con HRVY e Nina Nesbitt) – 3:43
8. Lullaby (con Paloma Faith) – 3:24
9. Ain't Giving Up (with Craig David) – 2:37
10. What You Waiting For? (featuring Kylie Minogue) – 4:13
11. Sweet Lovin' (featuring Bryn Christopher) – 3:22
12. Revival (featuring Cheat Codes e MAX) – 3:11
13. Give Me Your Love (featuring John Newman e Nile Rodgers) – 3:28
14. All for Love (featuring Kodaline) – 3:55
15. Say You Do (featuring Imani e DJ Fresh) – 3:22
16. Easy Love – 3:47